# Pack die Badehose ein
Pack die Badehose ein ist ein deutscher Schlager aus dem Jahr 1951, der die sommerlichen Badefreuden Berliner Kinder im Strandbad Wannsee aufgreift. Der Text stammt von dem damals 32-jährigen Architekten und Hörzu-Karikaturisten Hans Bradtke, der ihn in gerade einmal einer Viertelstunde niedergeschrieben haben soll. Die in C-Dur und im Vier-Viertel-Takt gehaltene Melodie komponierte Gerhard Froboess für Knabenchor und Orchester. Das Lied wurde ursprünglich für die Schöneberger Sängerknaben geschrieben. Bekannt wurde es durch eine Aufnahme, in der sie es mit Froboess’ Tochter Cornelia als Solistin singen, die dadurch über Nacht zum Kinderstar wurde.

## Geschichte

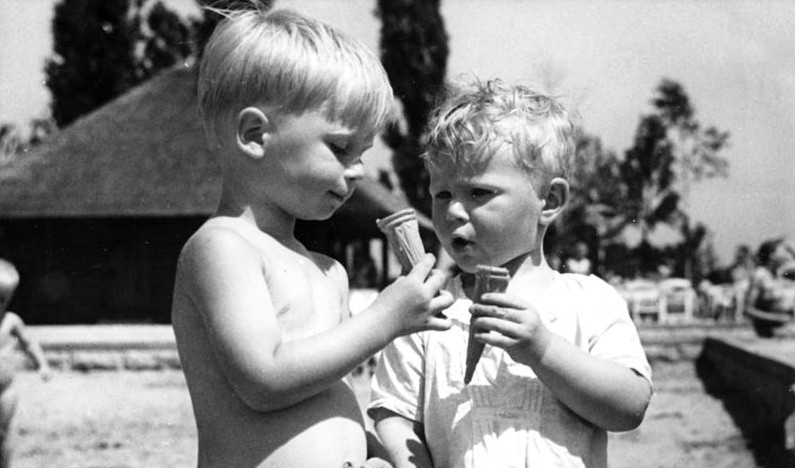
Kinder in einem Berliner Strandbad, 1949

Das Lied wurde zunächst 1951 von den Schöneberger Sängerknaben, begleitet vom Tanzorchester Kurt Drabek, eingespielt (Katalognummer: Electrola EG 7582). Durch einen Zufall sang die damals siebenjährige Cornelia Froboess, die Tochter des Komponisten, dem Studioleiter des RIAS Hans Carste das Lied vor, der ihr daraufhin im Mai 1951 einen Auftritt in der Radioshow Mach mit mit Ivo Veit ermöglichte. Aufgrund des Erfolgs dieses Auftritts wurde das Lied am 26. Juni 1951 mit der „kleinen Cornelia“, wie die Kindersängerin genannt wurde, mit Begleitung der Combo von Heinrich Riethmüller in einer West-Berliner Kirche erneut aufgenommen, die Schöneberger Sängerknaben waren als Begleitchor ebenfalls beteiligt (Katalognummer: Electrola EG 7610). Im Kollektivgedächtnis der Bundesrepublik verankerte sich Cornelia Froboess damit als lockere spontane Berliner Göre. Berichte, wonach Froboess das Lied 1951 anlässlich der ersten Berlinale im Titania-Palast vor Publikum gesungen habe, sind nicht belegbar und wurden von der Künstlerin selbst in einem Interview in Zweifel gezogen. Im folgenden Jahr schaffte es Froboess auf die Titelseite des Spiegel. In dem Spielfilm Laß die Sonne wieder scheinen von 1955 sang Cornelia Froboess das Lied ebenfalls.

## Rezeption

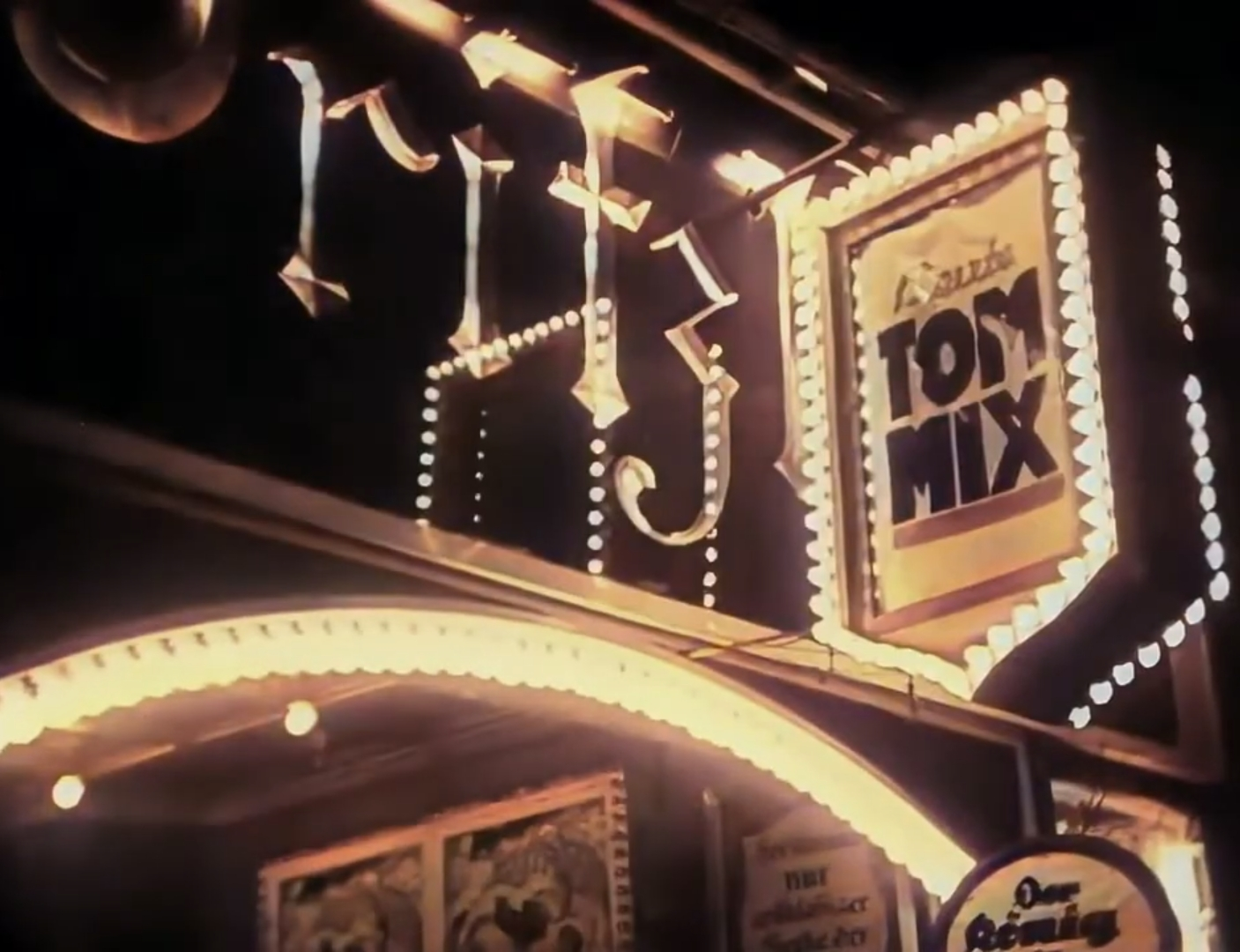
Kinoreklame für Tom Mix, Standbild aus Berlin – Die Sinfonie der Großstadt

Pack die Badehose ein fand großen Anklang und wurde zu einem Hit der Saison. Mitgespielt haben dürfte, dass sich das Publikum nach der NS-Zeit mit ihrer Marschmusik und den Blut-und-Boden-Volksliedern nach heiter beschwingten Melodien sehnte.
In der DDR war das Lied dagegen zeitweise regional verboten, weil man darin – auch wegen der Erwähnung von Tom Mix – eine Huldigung an das amerikanische Lebensgefühl sah. Auch sah man es kritisch, dass es Werbung für den im Westteil Berlins liegenden Wannsee machte. 1951 erschien eine DDR-Version des Schlagers mit Erna Haffner und dem Tanzorchester des Senders Leipzig unter der Leitung von Kurt Henkels ohne die Westbezüge. Dort ist der Text an mehreren Stellen geändert: aus dem „Wannsee“ wurde „Strandbad“, aus dem „Grunewald“ „grüne[r] Wald“, und aus „Tom Mix anseh’n“ wurde „einen Film anseh’n“.
Ein Vorfall vom 5. August 1952, als ein Mädchen im Strandbad Wannsee durch einen amerikanischen Querschläger verletzt wurde, inspirierte die ostdeutsche Kabarettistin Gina Presgott zu einer Satireversion mit dem Text „Schließ’ die Badehose ein, lass’ das Baden lieber sein, denn der Ami schießt am Wannsee“.

## Weitere Coverversionen
Bislang erschienen ca. 20 deutsche Coverversionen von Pack die Badehose ein, darunter von Frank Zander (1988), den Lollipops (2000) und Gotthilf Fischer (2013). Interpreten von außerhalb des Berliner Raums ersetzen – wie zuvor schon in der DDR-Version von Erna Haffner – das Wort „Wannsee“ mitunter durch „Strandbad“ und den „Grunewald“ durch „den grünen Wald“. Leoni Kristin ersetzt in ihrer Version von 1995 Tom Mix durch den zeitgenössischeren Tom Hanks. Hinzu kommen etliche instrumentale Fassungen. Niederländische Versionen erschienen unter dem Titel Naar de speeltuin mit Heleentje van Cappelle (einer Verwandten von Wilma Landkroon), englische unter The Hookey Song und The Never-Never-Land. Daneben gibt es eine schwedische Version Den glada karusellen.